# Wera Sergejewna Rastorgujewa
Wera Sergejewna Rastorgujewa (russisch Вера Сергеевна Расторгуева; * 1912, Gouvernement Tambow, Russisches Kaiserreich; † 2005) war eine russische Iranistin. Mit dem russischen Orientalisten Wasilij Grigorjew gründete sie die tadschikische Dialektologie.

## Leben
1938 absolvierte Rastorgujewa die Fakultät für Philologie an der Staatlichen Universität Sankt Petersburg. Ab 1942 unterrichtete sie an der Tadschikischen Nationaluniversität. Von 1945 bis 1953 arbeitete sie an der Moskauer Lomonossow-Universität. Von 1953 bis 1960 leitete sie den Lehrstuhl für Iranistik am Institut der Länder Asiens und Afrikas. 1964 wurde sie zum Doktor der Wissenschaften promoviert.

## Werke
In englischer Übersetzung:
- An Essay at Classification of Tadjik Dialects. Moskau 1960
- A Short Sketch of Tajik Grammar. Indiana University, Bloomington 1963
- A Short Sketch of the Grammar of Persian. Indiana University, Bloomington 1964